# Thập niên 890
Thập niên 890 hay thập kỷ 890 chỉ đến những năm từ 890 đến 899.